# René Bianco (libertaire)
Pour les articles homonymes, voir René Bianco et Bianco (homonymie).
René Bianco, né le 4 octobre 1941 à Marseille et mort le 31 juillet 2005 dans la même ville, est un militant libertaire, docteur en histoire et franc-maçon français.

## Biographie
Issu d’un milieu modeste, René Bianco obtient une bourse qui lui permet de poursuivre ses études comme pensionnaire au lycée Saint-Charles de Marseille jusqu’au baccalauréat de philosophie. Pour ne pas être à la charge de sa famille, il exerce divers métiers (ouvrier dans une usine de jouets, livreur, préparateur en pharmacie, etc.).
En octobre 1961, il devient instituteur suppléant. En mai 1963, il passe son CAP et est titularisé l’année suivante. En décembre 1967, il obtient son diplôme d’instituteur spécialisé. Il devint PEGC en septembre 1975 et professeur certifié d'histoire et géographie en septembre 1989.
Au début des années 1960, René Bianco milite au sein du Syndicat national des instituteurs dans le courant École émancipée (dont il démissionne après les événements de Mai 68), à la Libre Pensée et à la Fédération anarchiste. Il soutient également, de façon très active, l’action entreprise par Louis Lecoin en faveur de l’objection de conscience et participe à un petit groupe clandestin de lutte contre l’OAS et d’aide aux insoumis. Sursitaire, il réussit à se faire réformer en octobre 1963 et reste à Marseille où il participe à la création, en avril 1960, des Jeunes Libertaires puis aux activités de la Fédération Ibérique des Jeunesses Libertaires. En 1967, il fonde à Marseille les Éditions Culture et liberté.
René Bianco est l’un des principaux animateurs, avec André Arru, du groupe Marseille-Centre de la Fédération anarchiste. En 1968, il est mandaté pour participer au Congrès international anarchiste de Carrare. En 1971, il est désigné, avec Gérard Escoubet et Jean Barrué, au Secrétariat aux Relations internationales avant de démissionner peu après de cette organisation.
À la rentrée 1969, tout en exerçant ses activités militantes et professionnelles, il s’inscrit à la Faculté des Lettres d’Aix-en-Provence. En 1972, il obtient le diplôme de l’Institut d'études politiques d'Aix-en-Provence, qui lui décerne le prix du meilleur Mémoire. Il soutient également à l’université de Provence Aix-Marseille I, en octobre 1977, un doctorat de troisième cycle en histoire et en avril 1988, une thèse d'État.
Il se consacre alors au développement et aux activités du Centre international de recherches sur l'anarchisme (Marseille) qu’il avait fondé en juin 1965,. En avril 1979, il organise à Marseille la première rencontre des Centres d’Études et de documentation libertaires qui donnera naissance à la Fédération internationale des Centres d’Études et de documentation libertaires (FICEDL).
Il collabore à la rédaction de notices pour le Dictionnaire biographique du mouvement ouvrier français, « Le Maitron », et participe régulièrement, à partir de 1980, à plusieurs jurys de thèse et à de très nombreux colloques.
En septembre 2002, il prend sa retraite et partage dès lors son temps entre la Provence et la Champagne, tout en poursuivant ses recherches jusqu’à son décès, survenu à Marseille le 31 juillet 2005, des suites d’un cancer. En janvier précédent il avait contribué à l’hommage rendu à l’occasion du centenaire de la mort de Louise Michel dans le texte Louise Michel en Provence.

### Engagement en franc-maçonnerie

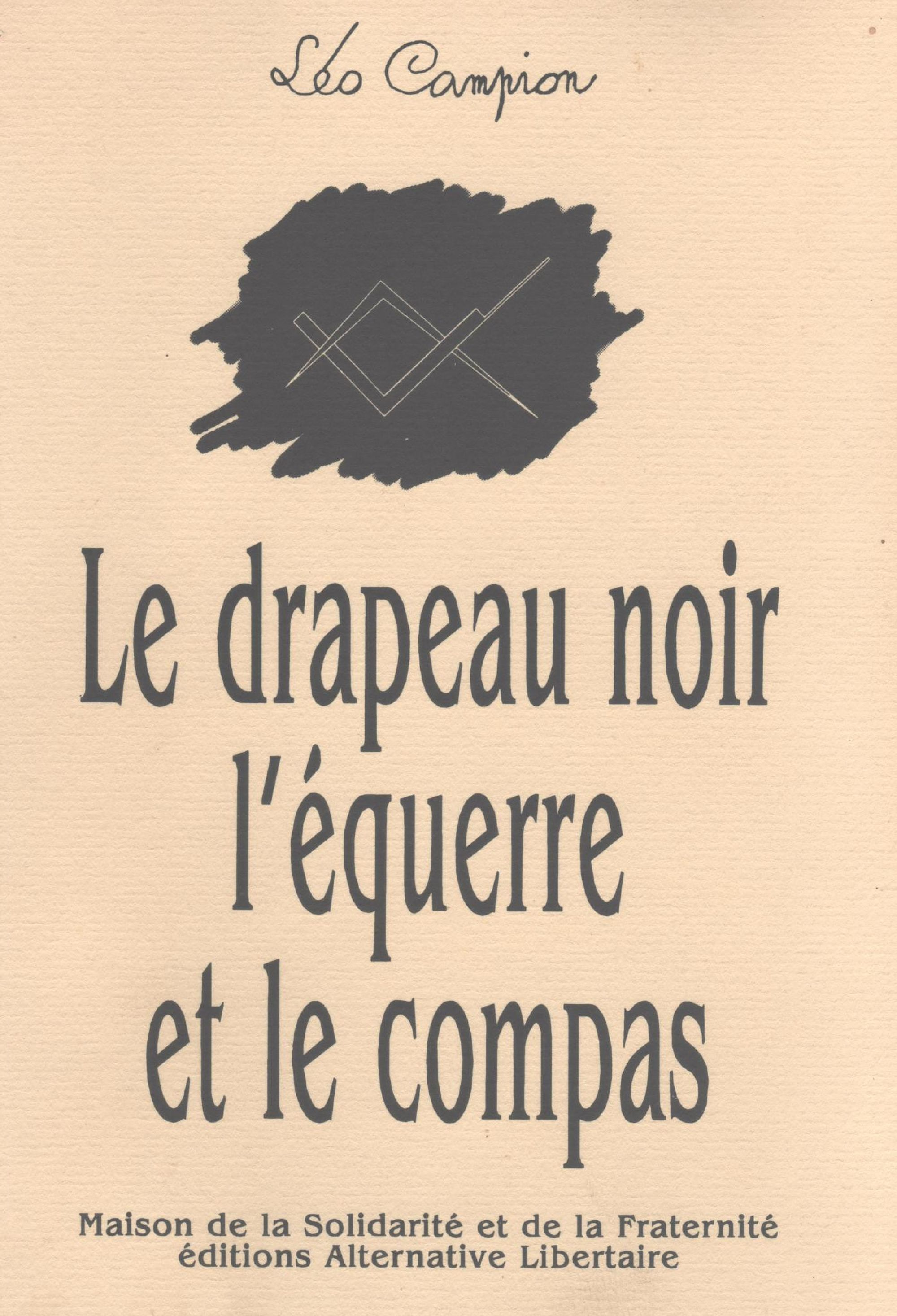
Léo Campion, Le Drapeau noir, l'Équerre et le Compas : les Maillons libertaires de la Chaîne d'Union, Éditions Alternative libertaire, 1996.

En février 1963, il est initié franc-maçon dans une loge du Grand Orient de France dans laquelle il occupe plusieurs offices y compris celui de vénérable maître. Il participe à la création d’autres ateliers maçonniques affiliés à la même obédience maçonnique ainsi qu’à une loge totalement indépendante. En 1979, avec plusieurs autres maçons revêtus des quatre ordres du  Rite français (dont Jean Abeille, Raymond Bouscarle, René Calamand et Albert (Bob) Royat), il constitue le « Grand Chapitre de Provence », qui installe le 22 octobre 1986 à Cabriès en Provence — concomitamment à sa propre dissolution — le chapitre « Lou Calen », débutant ainsi le renouveau du Rite français en trois grades et quatre ordres au sein du G.O.D.F. René Bianco a aussi successivement gravi tous les degrés du Rite écossais ancien et accepté et après avoir présidé une loge de perfection, un chapitre et enfin le Consistoire Hermès de Provence, il est coopté en 1997 au sein du Suprême Conseil du Grand Collège des Rites, organe sommital de cette juridiction,.
En 1969, René Bianco prend l'initiative de la première publication de l'ouvrage de Léo Campion, Les Anarchistes dans la Franc-Maçonnerie ou Les Maillons Libertaires de la Chaîne d'Union aux Éditions Culture et liberté (Marseille).

### Vie privée
En décembre 1965, il se marie avec Liliane Naviliat, sa compagne depuis déjà plusieurs années. Ils ont une fille, Karine, née en juillet 1967.

## Publications
- Dictionnaire biographique du mouvement ouvrier français dit « Le Maitron », contributions à la rédaction de nombreuses notices sur les militants anarchistes[8].
- La Presse anarchiste dans les Bouches-du-Rhône, 1880-1914, Université de Provence Aix-Marseille I, 1972 , 237 pages[9].
- Répertoire des périodiques anarchistes de langue française : un siècle de presse anarchiste d’expression française, 1880-1983, Université de Provence Aix-Marseille I, doctorat de 3e cycle en histoire sous la direction de Émile Témimes, 1977, thèse d’État en 1988, 7 volumes, 3503 pages[10].
- Le Mouvement anarchiste à Marseille et dans les Bouches-du-Rhône de 1880 à 1914, Éditions du CIRA, Marseille, 1978, tome 1, 453 p., tome 2, (dictionnaire biographique), 82 pages[11]. Reproduction en fac simile de la Thèse 3e cycle Histoire Université de Provence Aix-Marseille I, 1977.
- Une Figure originale de l’anarchisme français, Paraf-Javal, Éditions Culture et Liberté, Marseille, 1980[12].
- Où en est l’Histoire de l’Anarchisme ?, Éditions du CIRA, Marseille, 1984, 74 pages.
- Les Anarchistes et la Résistance : témoignages, 1939-1945, Éditions du CIRA, Marseille, 1985, 188 pages.
- Un siècle de presse anarchiste d'expression française, 1880-1983 : avant propos et sources, 28 microfiches, 1987[13].

### Publications dans des ouvrages collectifs
- Les anarchistes dans le Dictionnaire biographique du mouvement ouvrier français, in Michel Dreyfus, Claude Pennetier, Nathalie Viet-Depaule, La part des militants: biographie et mouvement ouvrier, Éditions de l'Atelier, 1996,  (ISBN 2708232266)[14].
- Dictionnaire universel de la Franc-Maçonnerie, Éditions de Navarre, Paris, 1974, 2 volumes, 1454 pages, réédition PUF, 1988.
- Le Théâtre Social, un essai de culture ouvrière, Éditions du CIRA, Marseille, 1978, 72 pages[15].
- Les thèmes révolutionnaires dans la presse anarchiste francophone, in Les Français des États-Unis sous la direction de Ronald Creagh, Université Paul-Valéry Montpellier 3, 1994.
- Quand le coq rouge chantera : anarchistes français et italiens aux États-Unis d'Amérique, en collaboration avec Ronald Creagh et Nicole Riffaud-Perrot, Presses Universitaires de Montpellier, 1986, 94 pages[16],[17].
- Marseille, un destin culturel, Éditions Via Valeriano, Marseille, 1995, 304 pages.
- Littérature et anarchie, coordonné par Alain Pessin, Presses universitaires du Mirail, 1998, 543 pages[18].
- Pourquoi je suis athée. André Lorulot, Les Éditions Libertaires, 2004 , 139 pages,  (ISBN 978-2-914980-10-4)[19].

### Articles
- L'individualisme social : résumé et commentaires, Les Cahiers francs, Paris, 1967 . 45 pages[20].
- * Voline et la presse anarchiste, in Voline, Itinéraire : une vie, une pensée, no 13, 1996, 88 pages, lire en ligne[21].
- Publications dans la revue universitaire Le Mouvement social dont :
  - Avec Jean Maitron : témoignages, études, textes inédits, suppl. à la revue Le Mouvement Social no 144, Éditions Ouvrières, 1988, 168 pages[22].
    - Où en est l'histoire de l'anarchisme ?, Le Mouvement social, no 144, octobre-novembre 1988, p. 45-54, texte intégral.

  - Dans la mêlée sociale, itinéraire d'un anarchosyndicaliste, Nicolas Faucier, Le Mouvement social, no 151, Éditions de l'Atelier, 1990, p. 125-126[23].
  - Bulletin Anarchiste (1978-1988), Le Mouvement social, no 144, p. 67–82, lire en ligne.

### Conférences
- La SFIO, exposé à l'Institut d'études politiques d'Aix-en-Provence, 1970[24].
- Louise Michel en Provence, actes du colloque Louise Michel, Marseille, 11-12 juillet 1980, Université de Provence Aix-Marseille I, 1982[25].
- L'affaire Ferrer, actes du colloque Les expériences libertaires en France en matière d'éducation au début du siècle, 1989, Centre national et musée Jean Jaurès, 1991,  (ISBN 978-2-908696-01-1)[26].
- Octave Mirbeau et la presse anarchiste, dans actes du colloque international Octave Mirbeau, Angers, 19-22 septembre 1991, sous la dir. de Georges Cesbron et Pierre Michel, Angers, Presse de l’Université d'Angers, 1992, p. 54[27].
- Autour de Zo d'Axa, Centre national et musée Jean Jaurès, 1997[28].
- Les anarchistes dans le Dictionnaire biographique du mouvement ouvrier français, 1871-1914, actes du colloque Les dictionnaires biographiques du mouvement ouvrier : lectures, exploitations, apports à l'historiographie, CNRS, Université Paris-1 Panthéon-Sorbonne, 1993[29].

### Sites web
René Bianco a contribué à la création de plusieurs sites consacrés au mouvement libertaire :
- Catalogue général des éditions et collections anarchistes francophones (Cgécaf)
- 100 ans de presse anarchiste[30]
- Site international d’affiches anarchistes
- Site international de cartes postales anarchistes